# Битва под Подгайцами (1698)
Сражение под Подгайцами (польск. Bitwa pod Podhajcami) — сражение 8 — 9 сентября 1698 года польского войска с крымскими татарами во время войны Османской империи со Священной лигой. Польный гетман коронный Феликс Казимир Потоцкий победил крымский отряд Каплана Гирея при городке Подгайцы в Русском воеводстве.
Король Польши Август Сильный вступил на престол во время этой войны и решил занять Молдавию. Османский султан приказал своим вассалам, крымским татарам упреждающе атаковать Речь Посполитую. Крымский отряд в количестве примерно 14 тысяч человек опустошил Подолию и подошёл к Подгайцам. Гетман Потоцкий имел только часть коронной армии — 6 тысяч человек, но ему удалось 8 — 9 сентября 1698 года разбить превосходящие силы крымцев.
Крымское войско Каплан Гирей разделил на две части: одна должна была атаковать с фронта, вторая — окружить польного гетмана с тыла. Городские укрепления и замок давали дополнительное подкрепление польским войскам. Когда татары атаковали во второй половине дня 8 сентября, они встретили очень сильное и эффективное сопротивление, поэтому не смогли воспользоваться тем фактом, что поляки были разделены, и позволили группе каменецкого кастеляна Никодема Жабоклицкого прорваться к основным силам.
На следующий день в полдень татары снова атаковали – они были отбиты на флангах, но атака татар в тыл стала неожиданностью для поляков и вызвала панику среди коронных войск. Польские войска сдали позиции, и ситуация стала опасной. Однако поляков спасло то, что жаждущие грабежа татары вместо выполнения тактических задач ворвались в незащищенный лагерь, где начали грабить и убивать гражданских, которые следовали за армией. Это позволило полякам перегруппироваться и начать контратаку, которая вытеснила татар из лагеря.
Однако из-за недостатка сил, а особенно из-за отсутствия достаточного количества легкой кавалерии и дезорганизации среди командиров никакого преследования разбитого противника предпринято не было. До подхода основной польско-саксонской армии татары успели отступить с большим количеством добычи и ясыря.
Подгайское сражение — последнее в истории сражение поляков с крымскими татарами, последняя битва последней войны Речи Посполитой с Османской империей, и также последняя самостоятельная победа польской армии на ближайшие сто лет, до 1792 года, когда князь Юзеф Понятовский победил в битве под Зеленцами.